# Shelley Solomon
Pour les articles homonymes, voir Solomon.
Shelley Solomon, née le 19 juin 1963 à Washington et morte le 7 octobre 2014 à Fort Lauderdale, est une joueuse de tennis américaine, professionnelle dans le milieu des années 1980.
Pendant sa carrière, elle n'a gagné aucun titre sur le circuit WTA.
Solomon meurt à Fort Lauderdale en 2014, à l’âge de 51 ans. Il a été rapporté qu’elle s'est suicidée, en sautant de 15 étages du toit d’un condominium sur le boulevard Las Olas.

## Palmarès

### Titre en simple dames
Aucun

### Finales en simple dames
| No | Date       | Nom et lieu du tournoi  | Catégorie | Dotation | Surface      | Vainqueure   | Score         |          |
| -- | ---------- | ----------------------- | --------- | -------- | ------------ | ------------ | ------------- | -------- |
| 1  | 11/10/1982 | Borden Classic, Tokyo   | Series 2  | 75 000 $ | Terre (ext.) | Lisa Bonder  | 2-6, 6-0, 6-3 | Parcours |
| 2  | 17/10/1983 | Japan Asian Open, Tokyo |           | 50 000 $ | Dur (ext.)   | Etsuko Inoue | 7-5, 6-1      | Parcours |

### Titre en double dames
Aucun

### Finale en double dames
Aucune

## Parcours en Grand Chelem

### En simple dames
| Année | Open d'Australie (janvier) | Open d'Australie (janvier) | Internationaux de France | Internationaux de France | Wimbledon | Wimbledon | US Open         | US Open         | Open d'Australie (décembre) | Open d'Australie (décembre) |
| ----- | -------------------------- | -------------------------- | ------------------------ | ------------------------ | --------- | --------- | --------------- | --------------- | --------------------------- | --------------------------- |
| 1982  | n/a                        | n/a                        | -                        | -                        | -         | -         | 1er tour (1/64) | Bettina Bunge   | -                           | -                           |
| 1983  | n/a                        | n/a                        | 1er tour (1/64)          | Anne Minter              | -         | -         | 2e tour (1/32)  | Zina Garrison   | 1er tour (1/32)             | Corinne Vanier              |
| 1984  | n/a                        | n/a                        | 2e tour (1/32)           | Steffi Graf              | -         | -         | 1er tour (1/64) | Carin Anderholm | -                           | -                           |
| 1985  | n/a                        | n/a                        | 1er tour (1/64)          | C. Kohde-Kilsch          | -         | -         | -               | -               | -                           | -                           |

À droite du résultat, l’ultime adversaire.

### En double dames
| Année | Open d'Australie (janvier) | Open d'Australie (janvier) | Internationaux de France     | Internationaux de France | Wimbledon | Wimbledon | US Open                      | US Open                  | Open d'Australie (décembre) | Open d'Australie (décembre) |
| ----- | -------------------------- | -------------------------- | ---------------------------- | ------------------------ | --------- | --------- | ---------------------------- | ------------------------ | --------------------------- | --------------------------- |
| 1982  | n/a                        | n/a                        | -                            | -                        | -         | -         | 1er tour (1/32) B. Bramblett | Rosie Casals W. Turnbull | -                           | -                           |
| 1983  | n/a                        | n/a                        | 2e tour (1/16) Patty Fendick | C. Suire F. Thibault     | -         | -         | 1er tour (1/32) Terry Phelps | Navrátilová Pam Shriver  | -                           | -                           |
| 1984  | n/a                        | n/a                        | 2e tour (1/16) Susan Rimes   | B. Jordan E. Sayers      | -         | -         | -                            | -                        | -                           | -                           |

Sous le résultat, la partenaire ; à droite, l’ultime équipe adverse.

### En double mixte
| Année | Open d'Australie (janvier), | Open d'Australie (janvier), | Internationaux de France   | Internationaux de France  | Wimbledon | Wimbledon | US Open | US Open | Open d'Australie (décembre), | Open d'Australie (décembre), |
| 1984  | n/a                         | n/a                         | 3e tour (1/8) Craig Wittus | Anne Minter Laurie Warder | -         | -         | -       | -       | n/a                          | n/a                          |

Sous le résultat, le partenaire ; à droite, l’ultime équipe adverse.